# MERS-CoV
Koronavirus bližnjevzhodnega respiratornega sindroma (znanstveno ime Betacoronavirus cameli, tudi Middle East respiratory syndrome–related coronavirus, okrajšano MERS-CoV) ali EMC/2012 (HCoV-EMC/2012) ali  je virus v rodu betakoronavirusov, z enovijačno RNK pozitivne smeri.
Prva poročila o virusu, preprosto imenovanem novi koronavirus 2012 ali preprosto novi koronavirus, so se pojavila leta 2012, ko so iz vzorcev izpljunkov bolnikov, zbolelih za novo obliko okužbe dihal, določili zaporedje nukleotidov v genomu virusa.
Junija 2015 o primerih MERS-CoV poročajo iz več kot 20 držav, med njimi so Savdska Arabija, Jordanija, Katar, Egipt, Združeni arabski emirati, Kuvajt, Turčija, Oman, Alžirija, Bangladeš, Indonezijo (primeri niso potrjeni), Avstrija, Velika Britanija, Južna Koreja, Združene države Amerike,   in celinska Kitajska.
Skoraj vsi primeri so nekako povezani s Savdsko Arabijo. V istem članku poročajo, da so bile napake saudskih oblasti pri odzivu na MERS-CoV dejavnik, ki prispeva k širjenju tega smrtonosnega virusa.
Najnovejši izbruh bolezni se dogaja te dni v Južni Koreji z več kot 150 prijavljenimi primeri in 19 smrtnimi žrtvami (stanje 15. junija 2015), in več kot 2300 ljudmi pod karanteno, kar pomeni, da gre za največji izbruh bolezni izven Savdske Arabije. 

## Virologija
Virus MERS-CoV je novi član beta skupine koronavirusov, (Betakoronavirus), linija C. Genomi MERS-cov se filogenetsko razvrščajo v dva genotipska klada, klad A in B. Prvi primeri MERS so spadali v gručo kladov A (EMC/2012 in Jordan-N3/012), in novi primeri so genetsko različni (klad B).
MERS-CoV se razlikuje od SARS koronavirusa in od običajnega koronavirusa pri prehladu in od znanih endemičnih človeških betakoronavirusov HCoV-OC43 in HCoV-HKU1. Do 23. maja 2013 so MERS-CoV pogosto omenjali kot SARSu podoben virus, ali pa preprosto novi koronavirus, v pogovorih na spletu so ga pogosto imenovali "Savdski SARS".

### Izvor
O prvem potrjenem primeru so poročali v Savdski Arabiji 2012.
Egipčanski virolog Ali Mohamed Zaki je iz moških pljuč izoliral in identificiral dotlej neznan koronavirus.   Zaki je nato svoje ugotovitve 24. septembra 2012 objavil na Promed-mail.   Izolirane celice so izkazovale citopatske vplive (CPE), vidne kot zaokroževanje celic in nastanek sincicija.
Drugi primer je bil odkrit v septembru 2012. 49-letni moški, doma v Katarju, je zbolel z gripi podobnimi simptomi, in sekvenca virusa je bil skoraj identična zaporedju v prvem primeru. Novembra 2012 se pojavili podobni primeri v Katarju in Savdski Arabiji. Zaradi novih primerov in z boleznijo povezanih smrti je prišlo do pospešenih raziskav in nadzora nad tem novim koronavirusom.
Ni jasno, ali so okužbe posledica enega samega zoonotičnega dogodka, ki mu je naknadno sledil prenos s človeka na človeka, ali pa večkratne geografske točke okužbe predstavljajo preskok iz skupnega neznanega vira.
Študija Ziada Memisha in njegovih sodelavcev na Univerzi v Riadu kaže, da virus se je virus pojavil nekje med julijem 2007 in junijem 2012 in da gre za več, tja do sedem, posameznih zoonotskih prenosov. Med živalskimi rezervoarji kaže CoV veliko genetsko raznolikost, vendar pa vzorci bolnikov, čeprav so podatki omejeni, kažejo podoben genom in zato skupen vir. Z analizo molekularne ure je bilo ugotovljeno, da virusi iz EMC/2012 in Anglija/Katar/2012 izvirajo iz začetka leta 2011, kar kaže, da gre pri teh primerih za en sam zoonotski dogodek. Zdi se, MERS-CoV je krožilo po populaciji ljudi več kot eno leto dolgo, ne da bi ga odkrili, kar podpira hipotezo o neodvisnem prenosu iz neznanega vira. 

### Tropizem
Pri ljudeh ima virus močen tropizem za bronhialne epitelne celice brez bičkov; izkazalo se je, da se učinkovito izogiba prirojenim imunskim odzivom in deluje antagonistično na proizvodnjo interferona (IFN) v teh celicah. To tropizem je edinstven, saj večina respiratornih virusov cilja na ciliarne celice. 
Glede na klinično podobnost med MERS-CoV in SARS-CoV, se je sklepalo, da uporabljata en in isti celični receptor, in sicer eksopeptidazo, konvertazo za angiotenzin 2 (ACE2). Kasneje pa so odkrili, da nevtralizacija ACE2 z rekombinantnimi protitelesi okužbe z MERS-CoV ne prepreči. Nadaljnje raziskave so dokazale, da je funkcionalni celični receptor za MERS-CoV d dipeptil peptidaza 4 (DPP4, znana tudi kot CD26) . Za razliko od drugih znanih receptorjev za koronaviruse, encimska dejavnost DPP4 za okužbo ni potrebna. Kot je bilo pričakovati, je zaporedje amino kislin DPP4 visoko konzervirano prek vrste in se izraža v epitelu človeških bronhijev in ledvic.  DPP-4 geni pri netopirjih kažejo visoko stopnjo adaptivne evolucije kot odziva na okužbe s koronavirusu, tako da so predniki MERS-CoV morda krožili dalj časa skozi populacije netopirjev, preden je prišlo do prenosa na ljudi.

### Prenos
Dne 13. februarja 2013 je Svetovna zdravstvena organizacija je izjavila, da "je tveganje za trajen prenos s človeka na človeka zgleda zelo majhno." Celice, ki jih MERS-CoV okuži v pljučih, predstavljajo le 20 % epitelnih celic dihal, tako da je za okuženje verjetno potrebno vdihniti veliko število virionov.
13. Februarja 2013 je SZO opozorila, da "virus MERS-CoV predstavlja grožnjo za ves svet." Vendar pa je Anthony S. Fauci, sodelavec NIH v Bethesdi, Maryland, bil mnenja, da se MERS-CoV za zdaj "sploh ne širi trajno od človeka do človeka." Po Dr. Fauciju pa nevarnost, da virus mutira v seve, ki se prenašajo od osebe do osebe, obstaja.
Okužbe zdravstvenih delavcev so vzrok za zaskrbljenost zaradi možnosti, da gre za prenos s človeka na človeka.
Center za nadzor in preprečevanje bolezni (CDC) ima MERS na seznamu bolezni, prenosljivih s človeka na človeka. Na strani s pogostnimi vprašanji in odgovori nanje (FAQ) je za vprašanje "Ali se MERS-CoV prenaša od človeka do človeka?" najti odgovor "Za MERS-CoV je dokazano, da se širi med ljudmi, ki so v medsebojnem tesnem stiku. Opaziti je bilo tudi prenos z okuženih bolnikov na zdravstveno osebje. Trenutno se raziskujejo grozdi primerov v več državah." Na voljo je tudi članek v New York Timesu izdelek, ki navaja nekaj korelacij v podporo.
28. maja pa je CDC sporočila, da je pacient iz Illinoisa, za katerega so mislili, da je prvi primer za širjenje okužbe od osebe do osebe (izvor naj bi bil pacient it Indiane, stik z njim na poslovnem sestanku), v resnici testiral negativno na MERS-CoV. Po dodatnih in bolj odločilnih testih s pomočjo poskusa z nevtralizacijo protiteles so strokovnjaki na CDC prišli do zaključka, da bolnik iz Indiane ni razširil virusa na osebo iz Illinoisa. Testi so dokazali, da bolnik iz Illinoisa ni bil predhodno okužen. Možno je, da pride do tihe MERS, to je, da bolnik ne kaže simptomov. Zgodnje raziskave so pokazale, da do 20 % primerov ne kaže nobenih znakov aktivne okužbe, vendar pa je v njih krvi mogoče dokazati protitelesa za MERS-CoV.

### Evolucija
Virus zgleda izvira iz netopirjev. Virus sam je bil izoliran iz netopirja. Ta virus je tesno povezan s koronavirusom HKU4 pri netopirjih Tylonycteris in koronavirusom HKU5 pri netopirjih Pipistrellus. Serološki dokazi kažejo, da so ti virusi okuževali kamele najmanj 20 let dolgo. Najnovejša skupni prednik več človeških sevov je datiran na marec 2012 (95 % interval zaupanja december 2011 - junij 2012).
Dokazi, ki so doslej na voljo, kažejo, da so virusi prisotni v netopirjih že nekaj časa in da so se sredi devetdesetih let prejšnjega stoletja razširili na kamele. Zdi se, da se je virus s kamel na ljudi razširil začetkom 2010. Izvirne vrste netopirjev gostiteljev in čas začetne okužbe v tej vrsti je treba še ugotoviti.

### Naravni rezervoar
Zgodnje raziskave so kazale, da je virus povezan z virusom, ki ga je najti v grobarskem netopirju. Septembra 2012 je Ron Fouchier postavil hipotezo, da virus lahko da izvira iz netopirjev. Rezultati dela epidemiologa Ian Lipkin, Kolumbijska univerza v New Yorku, podpirajo tezo, da se virus, izoliran v netopirjih, ujema z virusom, ki ga je najti pri ljudeh. 
 V netopirjih Nycteris v Gani in v netopirjih Pipistrellus v Evropi so odkrili betakoronaviruse 2c, ki so filogenetsko povezani z virusom MERS-CoV.
Nedavna dela povezujejo kamele z virusom. Predhodna objava članka za revijo Emerging Infectious Diseases navaja primere okužbe s koronavirusom pri teletih in odraslih dromedarjih; gernom virusa se 99,9 % ujema z genomom človeškega klada B MERS- CoV.
Za vsaj eno osebo, ki je zbolela za MERS, je znano, da je bila v stiku s kamelami oziroma nedavno pila kamelje mleko.
9. avgusta 2013 je članek v reviji The Lancet Infectious Diseases navedel, da 50 od 50 (100%) krvnih serumov kamel iz Omana  15 od 105 (14 %) od španskih kamel ima protitelesa na beljakovine, specifične za konični protein MERS-CoV. Krvni serum pri ovcah, kozah, govedu in drugih kamelid takih protiteles nima. Države, kot sta Saudova Arabija in Združeni arabski emirati, proizvajajo in uživajo velike količine kameljega mesa. Obstaja možnost, da afriški ali avstralski netopirji gostijo virus in ga prenašajo na kamele. Kamele, ki so jih uvozili iz teh krajev, bi lahko virus prenesle na Bližnji vzhod.
Leta 2013 so MERS-CoV identificirali pri treh živalih iz kamelje črede, ki so jih držali v skednju v Katarju, pri tem je bila ugotovljena povezava z dvema od potrjenih primerov pri ljudeh; oba bolnika sta ozdravela. Prisotnost MERS-CoV v kamelah je potrdil Nacionalni inštitut za javno zdravje in okolje (RIVM) Ministrstva za zdravje in Erazmovega zdravstvenega centra (sodelujoča ustanova SZO) na Nizozemskem. Nobedna od kamel v času, ko so odvzeli vzorce, ni kazala znakov bolezni. Vrhovni svet za zdravje Katarja je novembra 2013 svetoval, da se ljudje z zdravstvenimi problemi, kot so bolezni srca, sladkorna bolezen, bolezni ledvic, bolezni dihal, ljudje s suprimiranim imuno sistemom in starejše osebe izogibajo tesnih stikov z živalmi n da skrbijo za higienske ukrepe, kot je na primer so umivanje rok.
Dodatna študija o kamelah iz Savdske Arabije, objavljena decembra 2013, je pokazala prisotnost MERS-CoV pri 90 % kamel v vzorcu (310), kar kaže, da so lahko da kamele ne samo glavni rezervoar MERS-CoV, temveč tudi živalski vir MERS.
Po povzetku o MERS-CoV z dne 27 marca 2014 nedavne študije podpirajo tezo, da kamele predstavljajo primarni vir za okužbo ljudi z MERS-CoV, netopirji pa so lahko da ultimativni rezervoar virusa. Dokazi za to so med drugim pogostost virusa v kamelah, ki so bile vzrok primerov pri ljudeh, serološki podatki, ki kažejo na obširno prenašanje med kamelami in podobnost pa kameljega in človeškega CoV.
Dne 6. junija 2014 je časopis Arab News citiral najnovejše izsledke raziskav, objavljenih v New England Journal of Medicine, po katerih je 44 let star človek iz SavdskeArabije, pastir črede devetih kamel, umrl novembra 2013 za MERSom. Njegovi prijatelji pravijo, da so bili priča, kako je dajal eni od svojih bolnih kamel - štirim med njimi naj bi se cedilo iz nosa - dajal zdravilo v nos, sedem dni preden je obolel za MERSom. Raziskovalci so določili zaporedje virusa, ki so ga našli v eni od bolnih kamel, in virusa, ki je ubil človeka, in ugotovili, da sta genoma identična. V istem članku, Arab News poroča, da je 6. junija 2014 v kraljestvu Saudske Arabije bilo 689 bolnikov in 283 smrti zaradi MERSa.

### Taksonomija
MERS-CoV je tesneje povezan s koronavirusi netopirjev HKU4 in HKU5 (linija 2C), kot pa s SARS-CoV (linija 2B) (2, 9); več kot 90 % sekvence je identično najbližjim sorodnikom, koronavirusu netopirjev HKU4 in koronavirusu netopirjev Pipistrellus HKU5, tako da po mednarodnem odboru za taksonomijo virusov (ICTV) najverjetneje pripada isti vrsti.
- Okrajšava:
- identifikator taksona:
- Znanstveno ime: Betacoronavirus cameli [1]
- Splošno ime: MERS-CoV
- Sopomenka: koronavirus hudega respiratornega sindroma
- Druga imena: 
  - novi koronavirus (nCoV)
  - London1 novi CoV / 2012[50]
  - Človeški koronavirus Erasmov zdravstveni center/2012 (HCoV-EMC/2012)
- mesto:
- Linija:

› Virusi
› virusi ssRNA
› Skupina: IV; pozitivna smer, senovijačna RNA virusi
› Red: Nidovirales
› Družina: Coronaviridae
› Poddružina: Coronavirinae
› Genus: Betacoronavirus
› Species: Betakoronavirus 1 (običajno ime Človeški koronavirus OC43), Človeški koronavirus HKU1, 'Mišji koronavirus, koronavirus netopirjev Pipistrellus HKU5, koronavirus netopirjev Rousettus HKU9, Koronavirus povezan s hudim respiratornim sindromom, koronavirus netopirjevTylonycteris HKU4, MERS-CoV
- Gostitelji virusa:
  - Homo sapiens (človek)
  - netopirji[37] [38] [41] [51] [52]

Sevi:
- Izolat:
- Izolat:
- NCBI

## Mikrobiologija
Virus raste brez težav na Celicah Vero in na celicah LLC-MK2.

## Raziskave in patent
Zakiju, ki je kot prvi izoliral človeški sev, savdski uradniki niso dovolili, da lahko vzorec virusa pošlje Fouchieru; razjezilo jih je, da je Fouchier vložil zahtevo za patent na celotno gensko sekvenco koronavirusa za bližnjevzhodni respiratorni sindrom.
Urednik Economista je pripomnil: "Zaskrbljenost zaradi varnosti ne sme upočasniti nujnih del. Raziskovati smrtonosni virus je tvegano. Ne ga raziskovati pa je še bolj tvegano. Zakija so zato, ker je delil svoje vzorce in spoznanja, dali odpoved.   
Vodja SZO Margaret Chan je letnem zasedanju Svetovne zdravstvene skupščine maja 2013 izjavil, da intelektualna lastnina ali patenti na seve novih virusov ne bi smeli omejevati znanstvenih raziskav in s tem državam sveta ovirati zaščito njih državljanov. Namestnik ministra za zdravje Ziad Memish je izrazil zaskrbljenost, da znanstveniki, ki so v posesti patenta za virus MERS-CoV ne bodo omogočali drugim znanstvenikom rabe patentiranega materiala in s tem zavirali razvoj diagnostičnih testov. Odgovor Erazmovega Zdravstvenega centra je bil, da patentna prijava ne bo omejevala javnih zdravstvenih raziskav v MERS koronavirus, in da so bili teste na virus in diagnostične teste pošiljali - brezplačno -vsem, ki so želeli te reagente.

## Corona Map
Obstajajo številna prizadevanja, ki se osredotočajo na kartiranje in zasledovanje koronavirusa MERS. Od 2. maja 2014 dalje je na voljo Corona Map, ki sledi širjenju MERS koronavirusa v realnem času po celem svetu. Podatke uradno sporoča SZO ali ministrstvo za zdravje v posamezni državi. HealthMap tudi sledi poročilom v tisku in socialnih medijih v okviru HealthMap MERS. Nedavno je prišlo do okužb v Južni Koreji.